# ناحیه گارفیلد، شهرستان کلار، میشیگان
ناحیه گارفیلد (به انگلیسی: Garfield Township) یک منطقهٔ مسکونی در ایالات متحده آمریکا است که در شهرستان کلیر، میشیگان واقع شده‌است.
 ناحیه گارفیلد ۹۲٫۶ کیلومتر مربع مساحت و ۱٬۸۸۲ نفر جمعیت دارد و ۳۲۴ متر بالاتر از سطح دریا واقع شده‌است.